# 22 (liczba)
22 (dwadzieścia dwa) – liczba naturalna następująca po 21 i poprzedzająca 23.
Warunek podzielności zapisanej w systemie dziesiętnym liczby przez 22 to, aby była podzielna zarówno przez 2 (parzysta), jak i przez 11.

## 22 w nauce
- liczba atomowa tytanu
- obiekt na niebie Messier 22
- galaktyka NGC 22
- planetoida (22) Kalliope

## 22 w kalendarzu
22. dniem w roku jest 22 stycznia. Zobacz też, co wydarzyło się w 22 roku n.e.